# Geissanthus occidentalis
Geissanthus occidentalis är en viveväxtart som beskrevs av José Cuatrecasas. Geissanthus occidentalis ingår i släktet Geissanthus och familjen viveväxter. Inga underarter finns listade i Catalogue of Life.